# Grande Prêmio do Brasil de 1986
Resultados do Grande Prêmio do Brasil de Fórmula 1 realizado em Jacarepaguá em 23 de março de 1986. Primeira etapa do campeonato, foi vencido pelo brasileiro Nelson Piquet em sua estreia pela Williams-Honda, com Ayrton Senna em segundo na sua Lotus-Renault e Jacques Laffite em terceiro pela Ligier-Renault.

## Resumo
Vitória espetacular de Nelson Piquet no Rio e teve em sua companhia Ayrton Senna como segundo colocado na prova. Foi a segunda dobradinha brasileira (a terceira na categoria) na história das 15 edições do Grande Prêmio do Brasil de Fórmula 1. A primeira dobradinha brasileira aconteceu no Grande Prêmio do Brasil de 1975 com José Carlos Pace e Emerson Fittipaldi em primeiro e segundo lugares.
Estreias de Johnny Dumfries, Alessandro Nannini e da equipe Benetton na Fórmula 1 e retorno de René Arnoux à categoria.

## Classificação

### Treinos oficiais
| Pos.    | N.º | Piloto             | Construtor             | Q1       | Q2       | Grid     |
| ------- | --- | ------------------ | ---------------------- | -------- | -------- | -------- |
| 1       | 12  | Ayrton Senna       | Lotus-Renault          | 1:26.893 | 1:25.501 | —        |
| 2       | 6   | Nelson Piquet      | Williams-Honda         | 1:26.266 | 1:26.755 | + 0.765  |
| 3       | 5   | Nigel Mansell      | Williams-Honda         | 1:27.406 | 1:26.749 | + 1.248  |
| 4       | 25  | René Arnoux        | Ligier-Renault         | 1:30.563 | 1:27.133 | + 1.632  |
| 5       | 26  | Jacques Laffite    | Ligier-Renault         | 1:30.175 | 1:27.190 | + 1.689  |
| 6       | 27  | Michele Alboreto   | Ferrari                | 1:30.156 | 1:27.485 | + 1.984  |
| 7       | 2   | Keke Rosberg       | McLaren-TAG/Porsche    | 1:28.763 | 1:27.705 | + 2.204  |
| 8       | 28  | Stefan Johansson   | Ferrari                | 1:30.363 | 1:27.711 | + 2.210  |
| 9       | 1   | Alain Prost        | McLaren-TAG/Porsche    | 1:28.467 | 1:28.099 | + 2.598  |
| 10      | 7   | Riccardo Patrese   | Brabham-BMW            | —        | 1:29.294 | + 3.793  |
| 11      | 11  | Johnny Dumfries    | Lotus-Renault          | 1:30.452 | 1:29.503 | + 4.002  |
| 12      | 19  | Teo Fabi           | Benetton-BMW           | 1:31.138 | 1:29.748 | + 4.247  |
| 13      | 16  | Patrick Tambay     | Haas Lola-Hart         | 1:31.429 | 1:30.594 | + 5.093  |
| 14      | 8   | Elio de Angelis    | Brabham-BMW            | 1:31.682 | 1:31.074 | + 5.573  |
| 15      | 18  | Thierry Boutsen    | Arrows-BMW             | 1:32.911 | 1:31.244 | + 5.743  |
| 16      | 20  | Gerhard Berger     | Benetton-BMW           | 1:31.653 | 1:31.313 | + 5.812  |
| 17      | 3   | Martin Brundle     | Tyrrell-Renault        | 1:32.983 | 1:32.009 | + 6.508  |
| 18      | 4   | Philippe Streiff   | Tyrrell-Renault        | 1:35.669 | 1:32.388 | + 6.887  |
| 19      | 15  | Alan Jones         | Haas Lola-Hart         | 1:33.664 | 1:33.236 | + 7.735  |
| 20      | 17  | Marc Surer         | Arrows-BMW             | 1:33.781 | 1:34.144 | + 8.280  |
| 21      | 14  | Jonathan Palmer    | Zakspeed               | 1:35.199 | 1:33.784 | + 8.283  |
| 22      | 23  | Andrea de Cesaris  | Minardi-Motori Moderni | 1:37.835 | 1:34.646 | + 9.145  |
| 23      | 21  | Piercarlo Ghinzani | Osella-Alfa Romeo      | 1:38.165 | 1:35.980 | + 10.479 |
| 24      | 22  | Christian Danner   | Osella-Alfa Romeo      | 1:39.389 | 1:36.558 | + 11.057 |
| 25      | 24  | Alessandro Nannini | Minardi-Motori Moderni | 1:40.739 | 1:37.466 | + 11.965 |
| Fontes: |     |                    |                        |          |          |          |

### Corrida
| Pos.    | Nº | Piloto             | Construtor             | Voltas | Tempo/Diferença        | Grid | Pontos |
| ------- | -- | ------------------ | ---------------------- | ------ | ---------------------- | ---- | ------ |
| 1       | 6  | Nelson Piquet      | Williams-Honda         | 61     | 1:39:32.583            | 2    | 9      |
| 2       | 12 | Ayrton Senna       | Lotus-Renault          | 61     | + 34.827               | 1    | 6      |
| 3       | 26 | Jacques Laffite    | Ligier-Renault         | 61     | + 59.759               | 5    | 4      |
| 4       | 25 | René Arnoux        | Ligier-Renault         | 61     | + 1:28.429             | 4    | 3      |
| 5       | 3  | Martin Brundle     | Tyrrell-Renault        | 60     | + 1 volta              | 17   | 2      |
| 6       | 20 | Gerhard Berger     | Benetton-BMW           | 59     | + 2 voltas             | 16   | 1      |
| 7       | 4  | Philippe Streiff   | Tyrrell-Renault        | 59     | + 2 voltas             | 18   |        |
| 8       | 8  | Elio de Angelis    | Brabham-BMW            | 58     | + 3 voltas             | 14   |        |
| 9       | 11 | Johnny Dumfries    | Lotus-Renault          | 58     | + 3 voltas             | 11   |        |
| 10      | 19 | Teo Fabi           | Benetton-BMW           | 56     | + 5 voltas             | 12   |        |
| Ret     | 18 | Thierry Boutsen    | Arrows-BMW             | 37     | Escapamento            | 15   |        |
| Ret     | 27 | Michele Alboreto   | Ferrari                | 35     | Sistema de combustível | 6    |        |
| Ret     | 1  | Alain Prost        | McLaren-TAG/Porsche    | 30     | Motor                  | 9    |        |
| Ret     | 22 | Christian Danner   | Osella-Alfa Romeo      | 29     | Motor                  | 24   |        |
| Ret     | 28 | Stefan Johansson   | Ferrari                | 26     | Freios                 | 8    |        |
| Ret     | 16 | Patrick Tambay     | Haas Lola-Hart         | 24     | Bateria                | 13   |        |
| Ret     | 7  | Riccardo Patrese   | Brabham-BMW            | 21     | Vazamento d’água       | 10   |        |
| Ret     | 14 | Jonathan Palmer    | Zakspeed               | 20     | Motor                  | 21   |        |
| Ret     | 17 | Marc Surer         | Arrows-BMW             | 19     | Motor                  | 20   |        |
| Ret     | 24 | Alessandro Nannini | Minardi-Motori Moderni | 18     | Embreagem              | 25   |        |
| Ret     | 23 | Andrea de Cesaris  | Minardi-Motori Moderni | 16     | Turbo                  | 22   |        |
| Ret     | 21 | Piercarlo Ghinzani | Osella-Alfa Romeo      | 16     | Motor                  | 23   |        |
| Ret     | 2  | Keke Rosberg       | McLaren-TAG/Porsche    | 6      | Motor                  | 7    |        |
| Ret     | 15 | Alan Jones         | Haas Lola-Hart         | 5      | Injeção                | 19   |        |
| Ret     | 5  | Nigel Mansell      | Williams-Honda         | 0      | Rodada                 | 3    |        |
| Fontes: |    |                    |                        |        |                        |      |        |

## Tabela do campeonato após a corrida
| Pos.    | Piloto          | Pontos |
| ------- | --------------- | ------ |
| 1       | Nelson Piquet   | 9      |
| 2       | Ayrton Senna    | 6      |
| 3       | Jacques Laffite | 4      |
| 4       | René Arnoux     | 3      |
| 5       | Martin Brundle  | 2      |
| Fontes: |                 |        |

| Pos.    | Construtor      | Pontos |
| ------- | --------------- | ------ |
| 1       | Williams-Honda  | 9      |
| 2       | Ligier-Renault  | 7      |
| 3       | Lotus-Renault   | 6      |
| 4       | Tyrrell-Renault | 2      |
| 5       | Benetton-BMW    | 1      |
| Fontes: |                 |        |

- Nota: Somente as primeiras cinco posições estão listadas. Entre 1981 e 1990 cada piloto podia computar onze resultados válidos por temporada não havendo descartes no mundial de construtores.